# 꽃잼
꽃잼(-jam)은 식용 꽃을 당절이해 만든 잼, 젤레, 청, 콩피, 프리저브 등을 일컫는 말이다. 국화잼, 목련잼, 벚꽃잼, 장미잼 등이 있다.